# Rivera de Albarragena
La rivera de Albarragena o rivera del Albarragena es un río del oeste de la península ibérica perteneciente a la cuenca hidrográfica del Guadiana, que transcurre por Extremadura (España).

## Curso
La cabecera de la rivera de Albarragena recoge las aguas de la sierra de San Pedro entre los términos municipales de Alburquerque, San Vicente de Alcántara y Valencia de Alcántara. El río realiza un recorrido de unos 37 km en sentido noroeste-sudeste hasta su desembocadura en el embalse de la Peña de Águila junto al castillo de Azagala, donde confluye con el río Zapatón.
Tiene un caudal irregual que presenta un fuertes estiaje, si bien mantiene numerosos charcos en verano que son aprovechados por la fauna salvaje y por el ganado. Tiene una altura media de 434 m.

## Flora y fauna
Junto con el arroyo del Realejo, el arroyo de Alcorneo, la rivera del Fraile, el regato del Burro y el arroyo de las Aguas conforma la Reserva Natural Fluvial de las Riveras de Albarragena, del Fraile y del Alcorneo.